# Daniel Roos

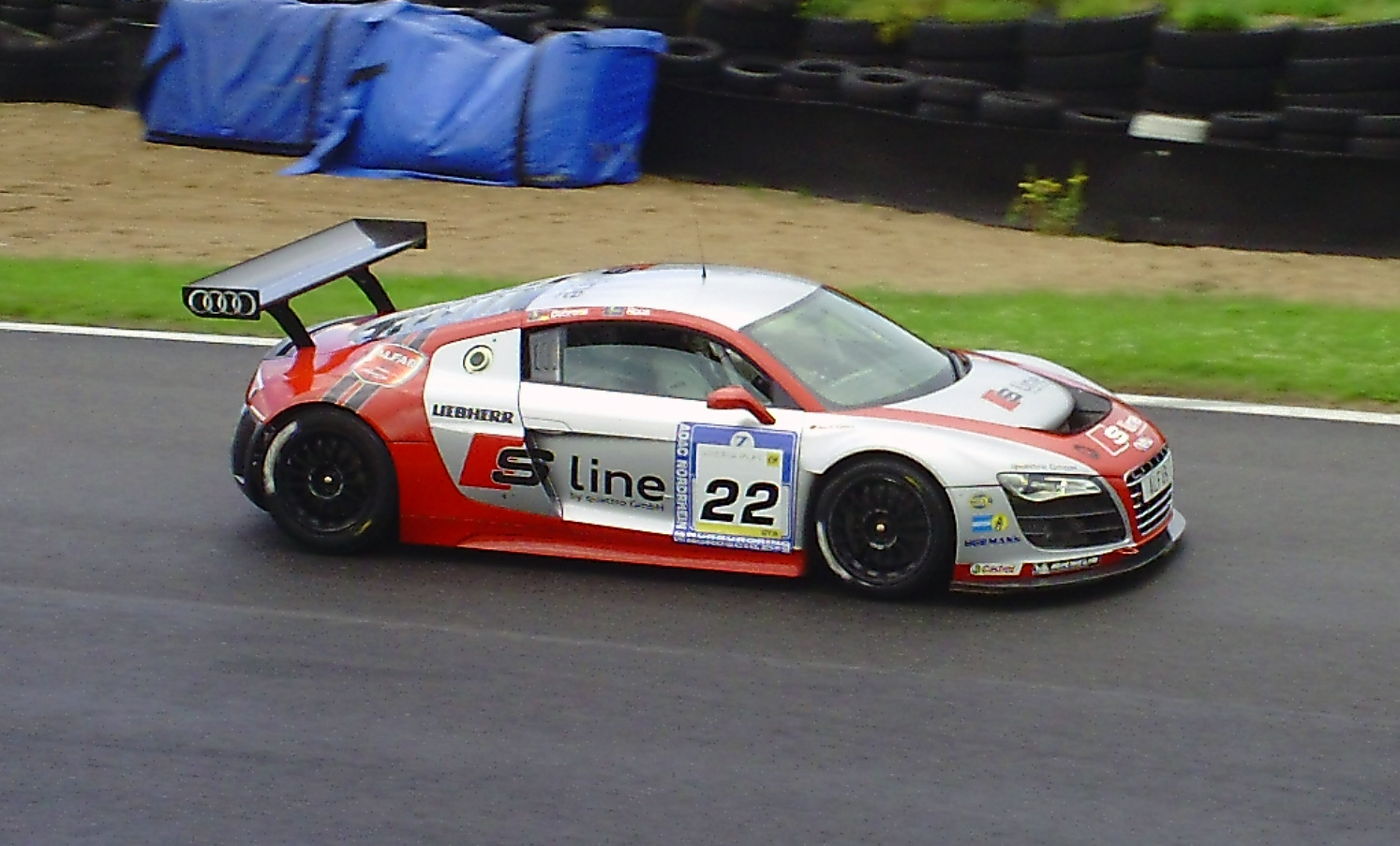
Daniel Roos eller hans medtävlare, Erik Behrens, i Swedish GT Series på Falkenbergs Motorbana 2011.

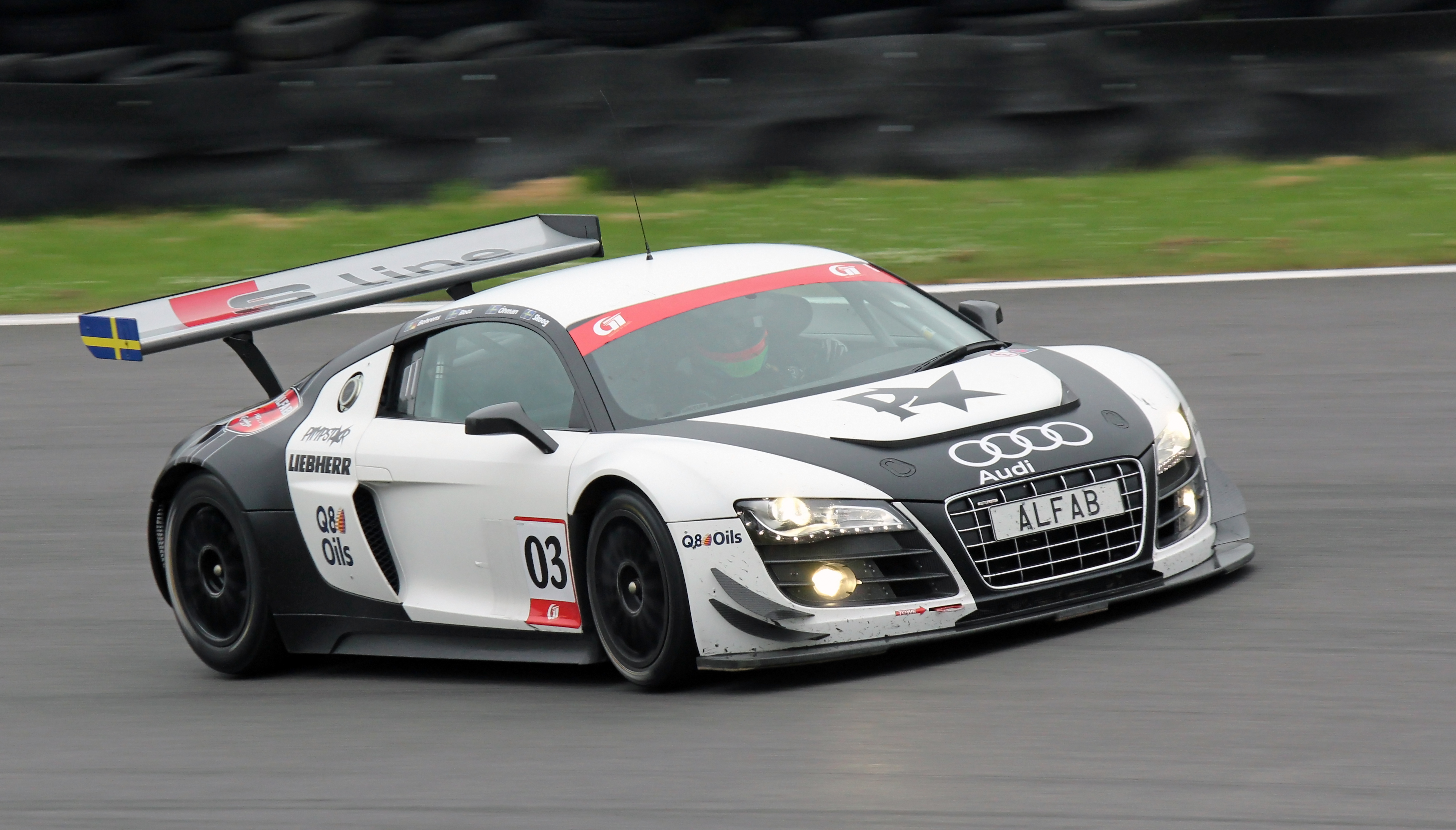
Daniel Roos i Swedish GT Series på Falkenbergs Motorbana 2012.

Daniel Christer Roos, född 10 februari 1989, är en svensk racerförare. Roos blev mästare i Formula Ford Zetec Sweden 2005 och Formula Renault 2.0 Sweden 2010, samt har även mottagit Rydell Special Award två gånger.

## Racingkarriär

### Början av karriären (2005-2006)
Roos tävlade inom karting fram till år 2005, efter att bland annat ha blivit svensk mästare i ICA-klassen 2004. Till 2005 gick han över till formelbilsracing och vann både det svenska och nordiska Formel Ford-mästerskapet, efter att ha tagit pallplatser i nästan samtliga tävlingar. Han gjorde även ett inhopp i Formula Ford Great Britain, där han kom på pallen i ett av de fyra race han körde. För sina titlar fick han senare motta Rydell Special Award.
Till säsongen 2006 bytte han till formel Renault och det brittiska Formula Renault 2.0 UK. Roos lyckades dock inte ta några pallplatser och slutade på femtonde plats totalt. Efter denna säsong gjorde han ett längre uppehåll.

### Comeback (2009-)
Roos kom tillbaka till säsongen 2009 i det nystartade Formula Renault 2.0 Sweden. Han lyckades ta fem segrar under sin första säsong och bli tvåa totalt bakom Felix Rosenqvist. Han hade även samma placering i Formula Renault 2.0 North European Zone. Rosenqvist gick vidare till ATS Formel 3 Cup 2010, men Roos stannade kvar och vann båda mästerskapen, som han blivit tvåa i under 2009. För andra gången fick han motta Rydell Special Award för sina framgångar. Han lämnade sedan formelbilsracingen till 2011, för att börja tävla i Swedish GT Series, vilket han gjorde i en Audi R8 Le Mans GT3 tillsammans med Erik Behrens. De inledde säsongen med en seger på Anderstorp Raceway och Roos slutade till sist på tredje plats i förarmästerskapet. Under 2011 körde Roos även två race i Camaro Cup, samt hoppade in under den sista tävlingshelgen för Flash Engineering i Scandinavian Touring Car Championship.
Roos nästa steg i karriären kom att bli Radical European Masters 2012, det europeiska mästerskapet för Radical-bilar. Han kör där för Marks Electrical Racing med Christian Kronegård som teamkamrat, samtidigt som Roos även fortsätter i Alfabs Audi R8 i Swedish GT Series.

### Karriärstatistik
| År                                               | Klass/Mästerskap                        | Team                      | Bil                         | Totalt/poäng   | Bästa placering                |
| ------------------------------------------------ | --------------------------------------- | ------------------------- | --------------------------- | -------------- | ------------------------------ |
| 2005                                             | Formula Ford NEZ                        | Stig Blomqvist Motorsport | Van Diemen RF02             | 1:a/158p       | Sex segrar                     |
| 2005                                             | Formula Ford Zetec Sweden               | Stig Blomqvist Motorsport | Van Diemen RF02             | 1:a/102p       | Fyra segrar                    |
| 2005                                             | Formula Ford Great Britain              | ?                         | Van Diemen RF02             | -/0p           | ?                              |
| 2005                                             | Formula Ford Zetec Finland              | Stig Blomqvist Motorsport | Van Diemen RF02             | 4:a/99p        | ?                              |
| 2006                                             | Formula Renault 2.0 UK                  | Nexa Racing               | Tatuus FR2000 (Renault)     | 15:e/139p      | ?                              |
| 2009                                             | Formula Renault 2.0 Sweden              | Team BS Motorsport        | Tatuus FR2000 (Renault)     | 2:a/101p       | Fem segrar                     |
| 2009                                             | Formula Renault 2.0 North European Zone | Team BS Motorsport        | Tatuus FR2000 (Renault)     | 2:a/192p       | Fem segrar                     |
| 2010                                             | Formula Renault 2.0 Sweden              | Team BS Motorsport        | Tatuus FR2000 (Renault)     | 1:a/242p       | Sex segrar                     |
| 2010                                             | Formula Renault 2.0 North European Zone | Team BS Motorsport        | Tatuus FR2000 (Renault)     | 1:a/242p       | Sex segrar                     |
| 2011                                             | Swedish GT Series – GTA                 | Alfab                     | Audi R8 Le Mans GT3         | 3:a/17p        | 1:a på Anderstorp              |
| 2011                                             | Camaro Cup                              | Emerén Motorsport         | Howe Chevrolet Camaro Gen-5 | -/0p           | 4:a på Jyllandsringen (Race 1) |
| 2011                                             | Scandinavian Touring Car Championship   | Flash Engineering         | BMW 320si                   | -/0p           | 17:e på Mantorp Park (Race 1)  |
| 2012                                             | Radical European Masters – Masters      | Marks Electrical Racing   | Radical SR8                 | 8:a/75p        |                                |
| 2012                                             | Swedish GT Series – GT3 Cup             | Alfab                     | Audi R8 Le Mans GT3         | 3:a/36p        |                                |
| 2013                                             | V8 Thunder Car                          | Ros Motorsport            | Howe Chevrolet Camaro Gen-5 | säsongen pågår | säsongen pågår                 |
| Senast uppdaterad: 2012-07-12 (4546 dagar sedan) |                                         |                           |                             |                |                                |